# Comilla Sadar
Comilla Sadar è un sottodistretto (upazila) del Bangladesh situato nel distretto di Comilla, divisione di Chittagong. Si estende su una superficie di 187,71 km² e conta una popolazione di 532.419  abitanti (censimento 2011).